# Theodor Bannier
Theodor Bannier (* 2. November 1883 in Tating; † unbekannt) war ein deutscher Politiker.

## Leben
Bannier, der Bankdirektor von Beruf war, gehörte während der Zeit der Weimarer Republik für die bürgerliche Liste „Gemeinwohl“ der Stadtverordnetenversammlung von Schleswig an. Er wurde 1929 zum Stadtverordnetenvorsteher gewählt. Bei der Stadtverordnetenwahl am 12. März 1933, bei der die NSDAP die absolute Mehrheit errang, kandidierte er für die deutschnationale Kampffront Schwarz-Weiß-Rot, wurde aber nicht mehr in die Stadtverordnetenversammlung gewählt. Danker und Lehmann-Himmel charakterisieren ihn in ihrer Studie über das Verhalten und die Einstellungen der Schleswig-Holsteinischen Landtagsabgeordneten und Regierungsmitglieder der Nachkriegszeit in der NS-Zeit als „angepasst-ambivalent“.
Nach Ende des Zweiten Weltkrieges wurde er am 19. Mai 1945 zum Stadtrat von Schleswig bestellt und am 16. Januar 1946 als solcher vereidigt. Von März bis November 1946 gehörte der parteilose Bannier dem ersten ernannten Landtag von Schleswig-Holstein an. Hier war er Hospitant bei der CDU-Landtagsfraktion.